# Hattem
Hattem est une commune néerlandaise, située dans la province de Gueldre.

## Étymologie
Le nom « Hattem » est typiquement un nom de ferme. L'origine exacte en est encore mal connue, il existe deux explications : 
- Hattem serait le heem (foyer) d'une personne appartenant à la tribu des Hattuarii (ou Chattuarii) ;
- « Hattem » viendrait du nom d'un chef de ce peuple, Hatto (c'est un fait que beaucoup de noms de fermes viennent de noms de personnes).

## Géographie
La ville-centre est située à la limite nord de la forêt de la Veluwe et sur les bords de la rivière IJssel.

## Histoire

### Origines
Un document mentionnant le nom de Hattem date des environs de 800, le Codex Laureshamensis, dans lequel Hattem est mentionné en raison de deux fermes données à l´abbaye de Lorsch.
Cependant, aucune chapelle ou église n'est construite avant 1176, date à laquelle Hattem devient une paroisse. L'édifice paroissial (17,5 mètres sur 9,5), est construit au Gaedsberg (« montagne des Dieux[réf. nécessaire] »). Les limites de la paroisse coïncident avec celles de la juridiction d'Hattem[pas clair].

### Moyen Âge
Dans les années 1280, une ville fortifiée est fondée à la frontière nord du Veluwe[pas clair]. Le plan de la cité est scrupuleusement dessiné autour de l'église actuelle[pas clair]. La tour actuelle de cette église date du XIIe siècle, ce qui indique qu'en plus de la chapelle de Gaedsberg, une chapelle était présente au centre de la cité actuelle d'Hattem.
La localité obtient des franchises de ville en 1299 du comte Renaud Ier de Gueldre. Conséquence de l'obtention de ces privilèges, le centre religieux et le centre légal sont déplacés. La nouvelle église et la ville sont dédiées à l'apôtre André.
En 1401, le duc de Gueldre Guillaume VII de Juliers, fait don des terres d'Hoenwaard aux habitants d'Hattem, pour nourrir leur bétail et pour fabriquer des briques pour leurs maisons.
En 1404, est construit le château Dikke Tinne (« gros merlon ») aussi appelé Santa Lucia. Ce nom vient peut-être de l'épaisseur des murs, à cette date, c'étaient les murs de château les plus épais sur tout le territoire des Pays-Bas.

### Époque moderne (Provinces-Unies)
En 1778, le château est démantelé dans le but d'utiliser les briques pour construire des maisons.
En 1786, Hattem et Elburg sont connues comme centres du mouvement des patriotes, pendant la révolution batave. Ce mouvement est réprimé par le stathouder Guillaume V d'Orange-Nassau.

### Époque contemporaine (royaume des Pays-Bas)
Hattem est dotée d'une gare ferroviaire du 21 novembre 1887 au 8 octobre 1950.
Le maire d'alors était Drs J. W. Wiggers (CDA)[pas clair].
La municipalité intègre[Quand ?] le hameau de 't Zand.

## Patrimoine
Hattem est une ville où subsistent beaucoup de vestiges de l'époque médiévale.
Elle célèbre chaque année le festival De dikke Tinne, dans une ambiance médiévale.

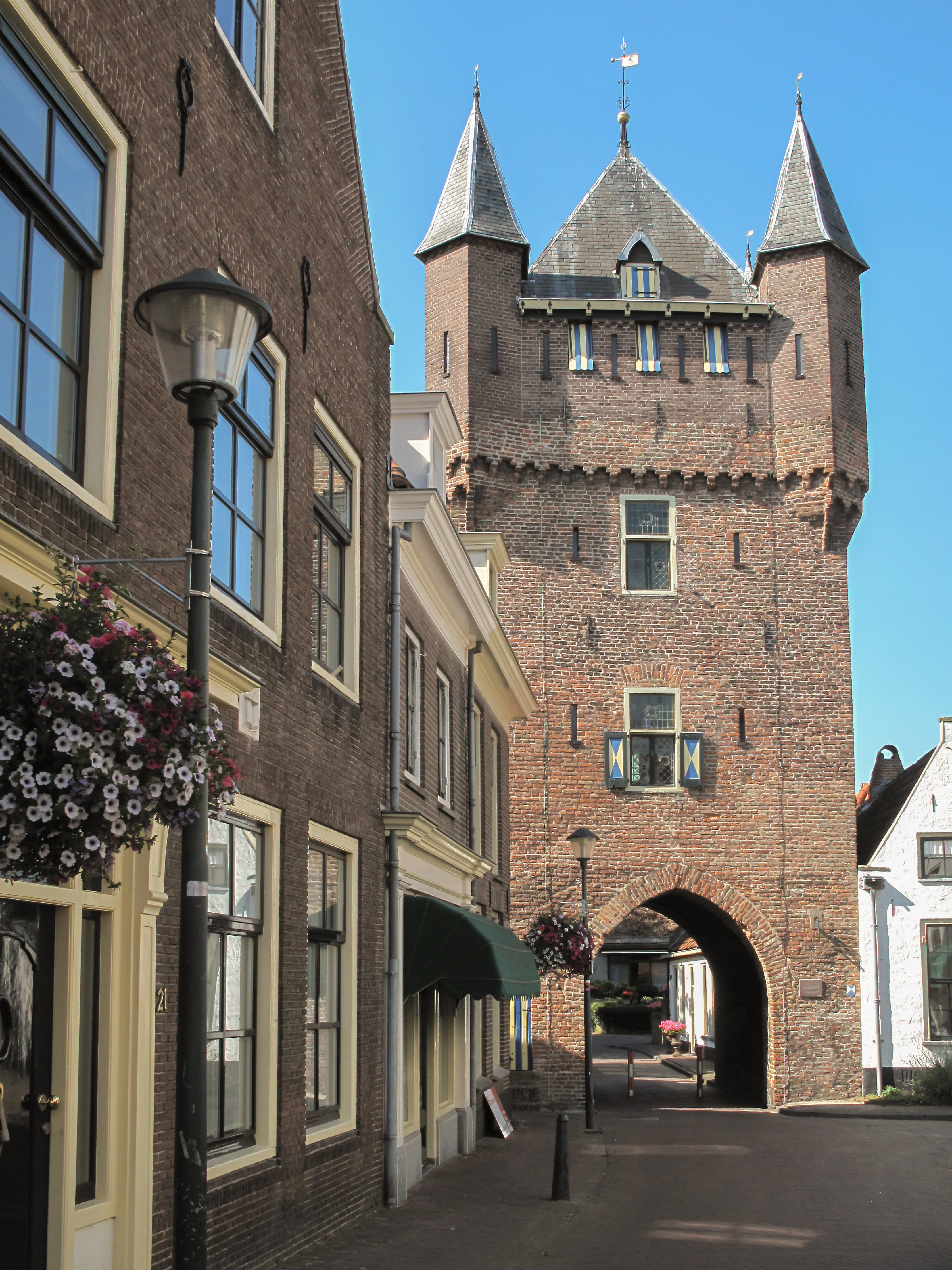
La porte dite « de la Digue » (Dijkpoort)
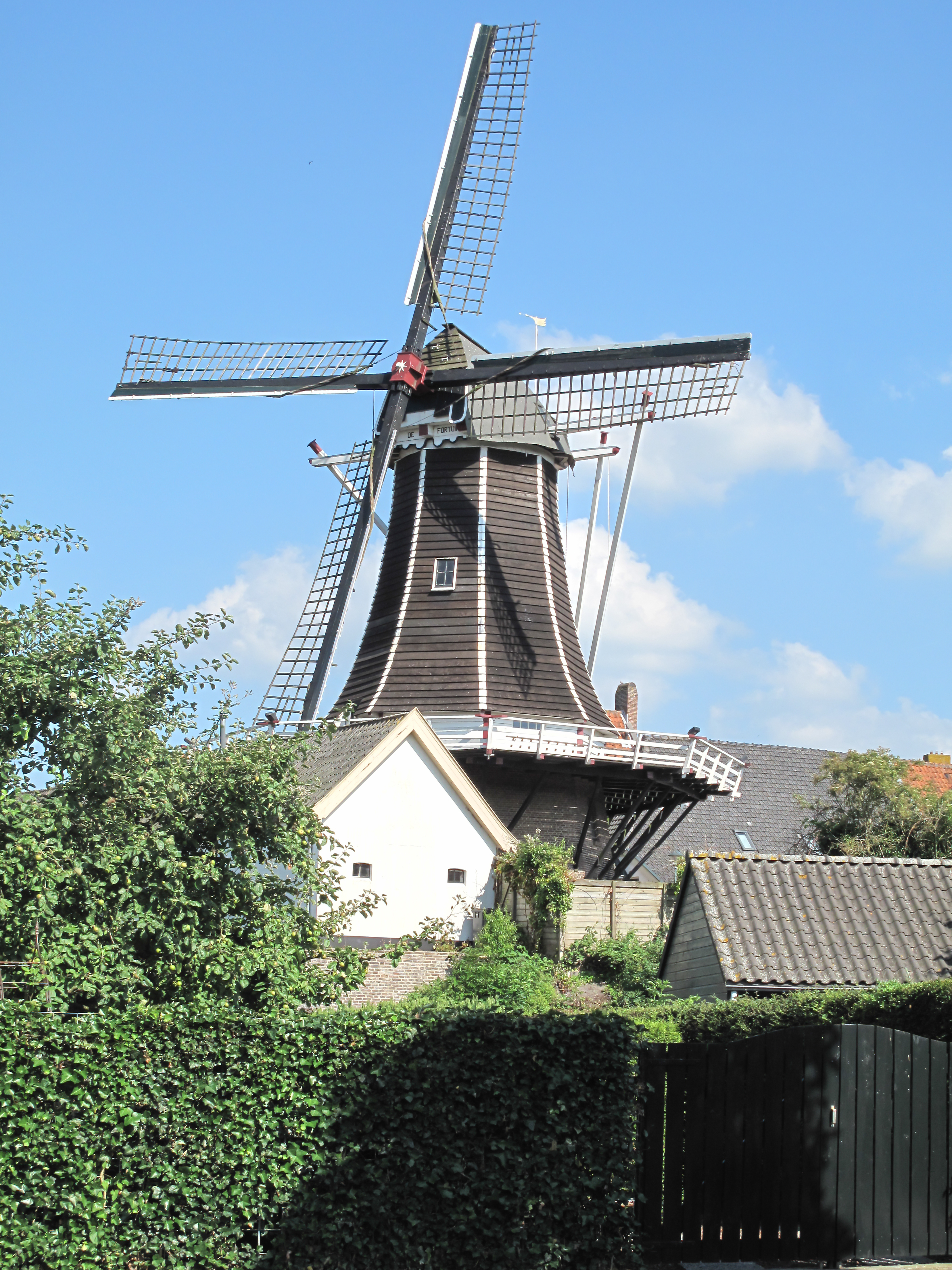
Moulin à vent pour les céréales, De Fortuin
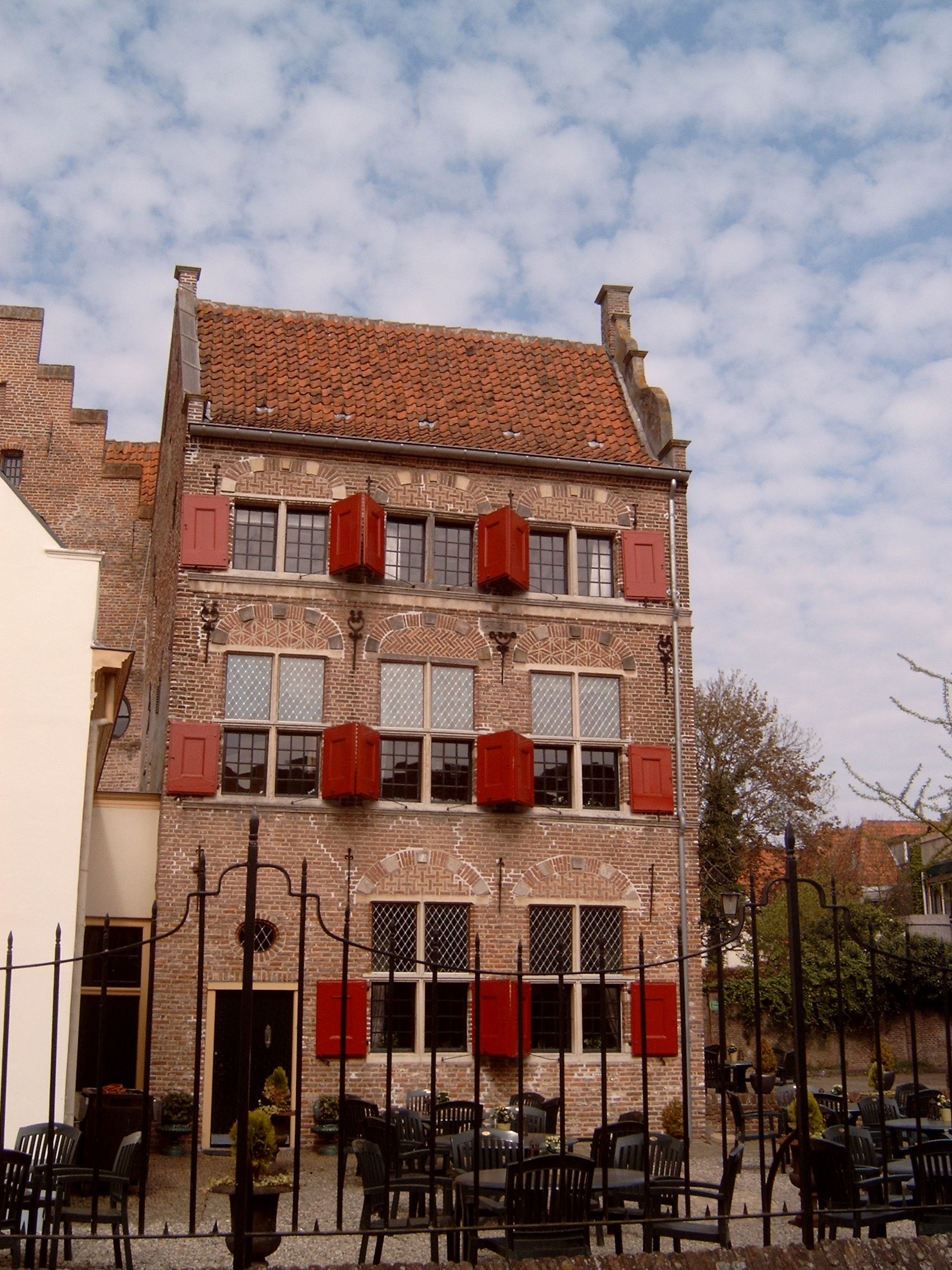
La maison de Herman Willem Daendels
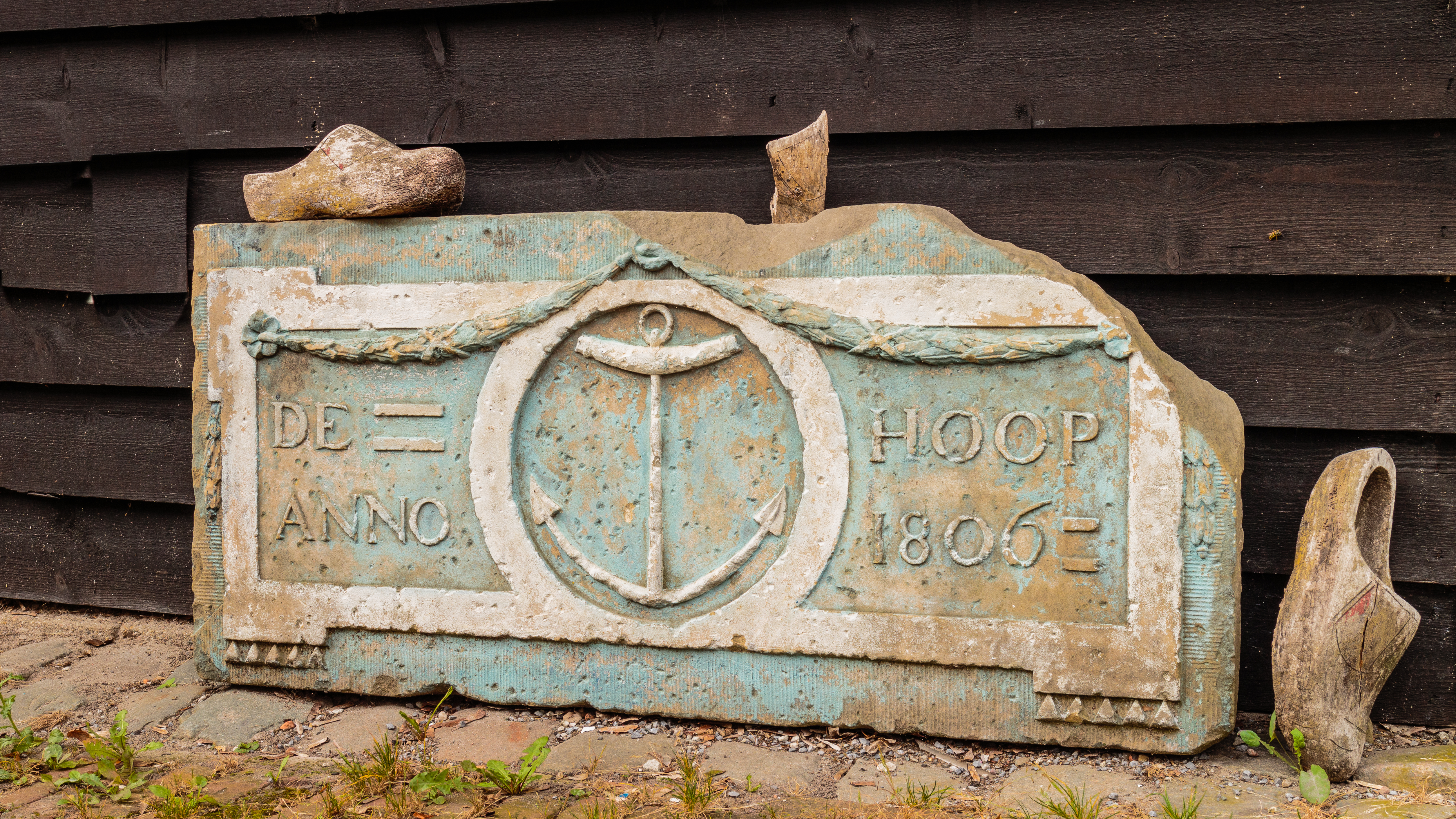
Pierre de pignon d'un stellingmolen (moulin à vent) construit en 1806 et détruit par le feu en 1897.

## Personnalités liées à Hattem
- Herman Willem Daendels (1762-1818), général de la Révolution française et du Premier Empire, né à Hattem.
- Adrien Guillaume Storm de Grave (1763-1817), général de la Révolution française et du Premier Empire, né à Hattem.